# Tamriko Sipraschwili

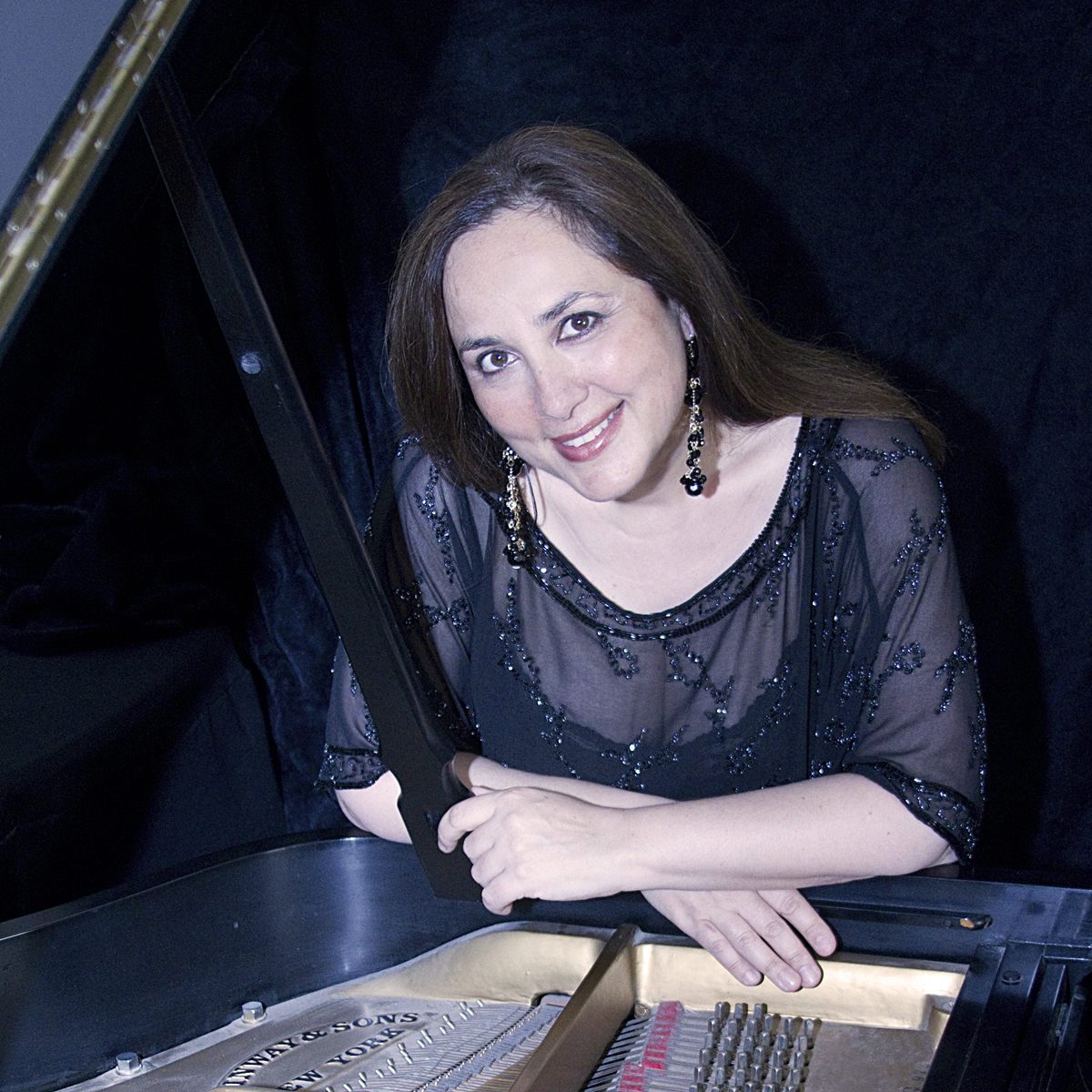
Tamriko Sipraschwili

Tamriko Sipraschwili (auch Tamara Sipraschwili, russisch Сипрашвили, Тамара, wiss. Transliteration Siprašvili, Tamara, * 1963 in Tiflis) ist eine georgisch-US-amerikanische klassische Pianistin und Musikpädagogin, die in Pleasanton, Kalifornien, lebt. Sipraschwili gewann im Jahr 1985 den Internationalen Robert-Schumann-Wettbewerb der Stadt Zwickau.

## Leben und Werk
Mit drei Jahren begann Tamriko das Spiel auf dem Klavier. Im Alter von 5 Jahren trat sie in die Spezialschule für begabte Kinder in Tiflis ein, die damals eine von nur vier in der ganzen Sowjetunion war. Mit 17 Jahren ging sie an das Moskauer Konservatorium. Nach Abschluss dieses Konservatoriums im Jahr 1985 in der Klasse von Mikhail Voskresensky gewann Sipraschwili im selben Jahr den Internationalen Robert-Schumann-Wettbewerb der Stadt Zwickau.
Tamriko gab Konzerttourneen in Deutschland, Italien, Osteuropa und der ehemaligen Sowjetunion. In Moskau trat sie in der großen Halle (ihrem Lieblingskonzertsaal) und im Kleinen Saal des Moskauer Konservatoriums auf. Sie trat mit dem Leipziger Gewandhausorchester (ihr Lieblingsorchester) in Deutschland, dem Toscanini-Orchester in Italien, der Tifliser Philharmonie in ihrer Heimat Georgien und dem Moskauer Kammerorchester auf.
1990 nahm sie am Internationalen Pianistenwettbewerb in Leeds teil. Hier lernte sie den amerikanischen Pianisten Mark Anderson kennen. Beide heirateten im Jahr 1993. Bis 1997 lebte das Paar in London. Dann zogen sie nach Pleasanton in Kalifornien. Von 1994 bis zur Scheidung im Jahr 2009 traten Sipraschwili und Anderson als Klavierduo auf und nahmen insbesondere Modest Mussorgskys Bilder einer Ausstellung und Igor Strawinskys Le sacre du printemps in Transkriptionen für zwei Klaviere auf. Im Jahr 2009 eröffnete Sipraschwili in Pleasanton die Musikakademie Inspire Academy of Music and Arts. Tamriko Sipraschwili ist eine Steinway-Künstlerin.
Sipraschwili ist bekannt für ihr romantisches Repertoire, besonders dasjenige von Robert Schumann. Sie hat mehrere Alben für das Label Nimbus Records aufgenommen, darunter Variationen über ein Thema von Chopin Opus 22 und Variationen über ein Thema von Corelli opus 42 von Sergei Rachmaninoff.